# Michael Weber (Politiker, 1959)
Michael Weber (* 15. März 1959 in Radeberg) ist ein deutscher Politiker (B’90/Grüne) und ehemaliges Mitglied des Sächsischen Landtages.

## Leben
Michael Weber besuchte die Grundschule in Ohorn und anschließend die EOS in Bischofswerda, wo er im Jahr 1977 sein Abitur ablegte. Danach studierte er Chemie und absolvierte sein Diplom im Jahr 1985. Von 1985 bis Februar 1990 war Weber als Assistent an der TH Merseburg tätig.

## Politik
Michael Weber wurde während der Wende im Februar 1990 vom Runden Tisch der Stadt Leipzig zum amtierenden Stadtrat gewählt und war für Energie zuständig. Im Juli 1990 wurde er durch die DDR-Regierung Lothar de Maiziere zum stellvertretenden Regierungsbevollmächtigten im Bezirk Leipzig berufen. Er leitete die Abteilungen Gesundheit, Telekommunikation und Post, Verkehr sowie Hochschulen und war Beauftragter für Kultur und Wissenschaft der Bezirksverwaltungsbehörde Leipzig in Vorbereitung der Bildung des Freistaates Sachsen. 
Im Oktober 1990 zog Weber über die Landesliste in den Sächsischen Landtag ein. Dort war er Mitglied im Ausschuss für Wirtschaft und Arbeit, im Ausschuss für Wissenschaft und Hochschulen sowie im Untersuchungsausschuss zur Arbeitsfähigkeit des Sächsischen Landtages. Er war Mitglied des Sächsischen Hochschulrates. Von Herbst 1991 bis Herbst 1993 war Weber Fraktionsvorsitzender der Fraktion Bündnis 90/Grüne im Landtag. Er legte sein Landtagsmandat vorzeitig zum 28. Februar 1994 nieder.
Nach der Wahl in den Sächsischen Landtag im November 1990 leitete Weber parallel zu seinem Landtagsmandat das Bürgermeisteramt der Stadt Leipzig unter Oberbürgermeister Hinrich Lehmann-Grube.
Im September 1993 wurde Weber zum Geschäftsführer der städtischen Beteiligungsmanagementgesellschaft bbvl mbH in Leipzig gewählt. Nach Wiederwahl 1998 legte er sein Amt zum September 1999 nieder und gründete im Juli 1999 mit mehreren Partnern die Beratungsgesellschaft Bridges in Berlin, die sich auf Beratung vor allem im Gesundheitswesen spezialisiert hat.

## Belege
- Klaus-Jürgen Holzapfel (Hrsg.): Sächsischer Landtag: 1. Wahlperiode, 1990–1994; Volkshandbuch. NDV Neue Darmstädter Verlagsanstalt, Rheinbreitbach 1991, ISBN 3-87576-265-7. S. 68 (Ausschüsse: S. 85, 91 u. 95). (Stand Mai 1991)